# Franz Fuchsberger
Franz Fuchsberger (ur. 28 września 1910 w Wolfsbach, zm. 27 października 1992 w Linzu) – austriacki piłkarz. Srebrny medalista olimpijski z Berlina.
W igrzyskach rozegrał cztery spotkania. Był wówczas piłkarzem SV Urfahr z Linzu. W Berlinie wystąpiła amatorska reprezentacja Austrii. W pierwszej rozegrał jedno spotkanie 27 września 1936, a Austria przegrała w Budapeszcie 3:5 z Węgrami.